# Royal S. Copeland
Royal Samuel Copeland (ur. 7 listopada 1868 w Dexter w Michigan, zm. 17 czerwca 1938 w Waszyngtonie) – amerykański polityk, członek Partii Demokratycznej.

## Działalność polityczna
Od 1901 do 1903 był burmistrzem Ann Arbor. W okresie od 4 marca 1923 do śmierci 17 czerwca 1938 przez trzy kadencje był senatorem Stanów Zjednoczonych z Nowego Jorku (1. klasa).